# Friedhofskapelle des Ostfriedhofes Magdeburg

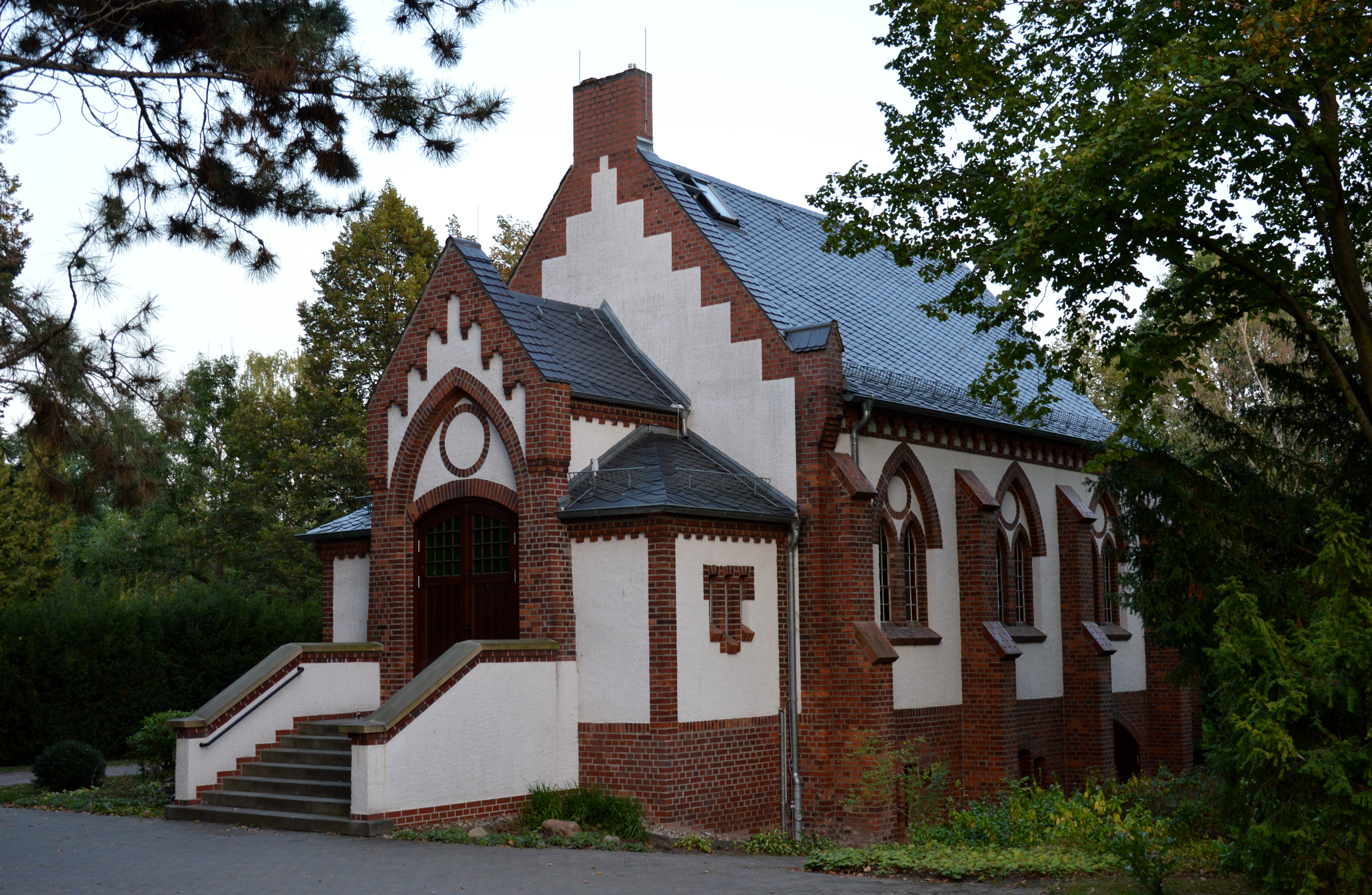
Friedhofskapelle

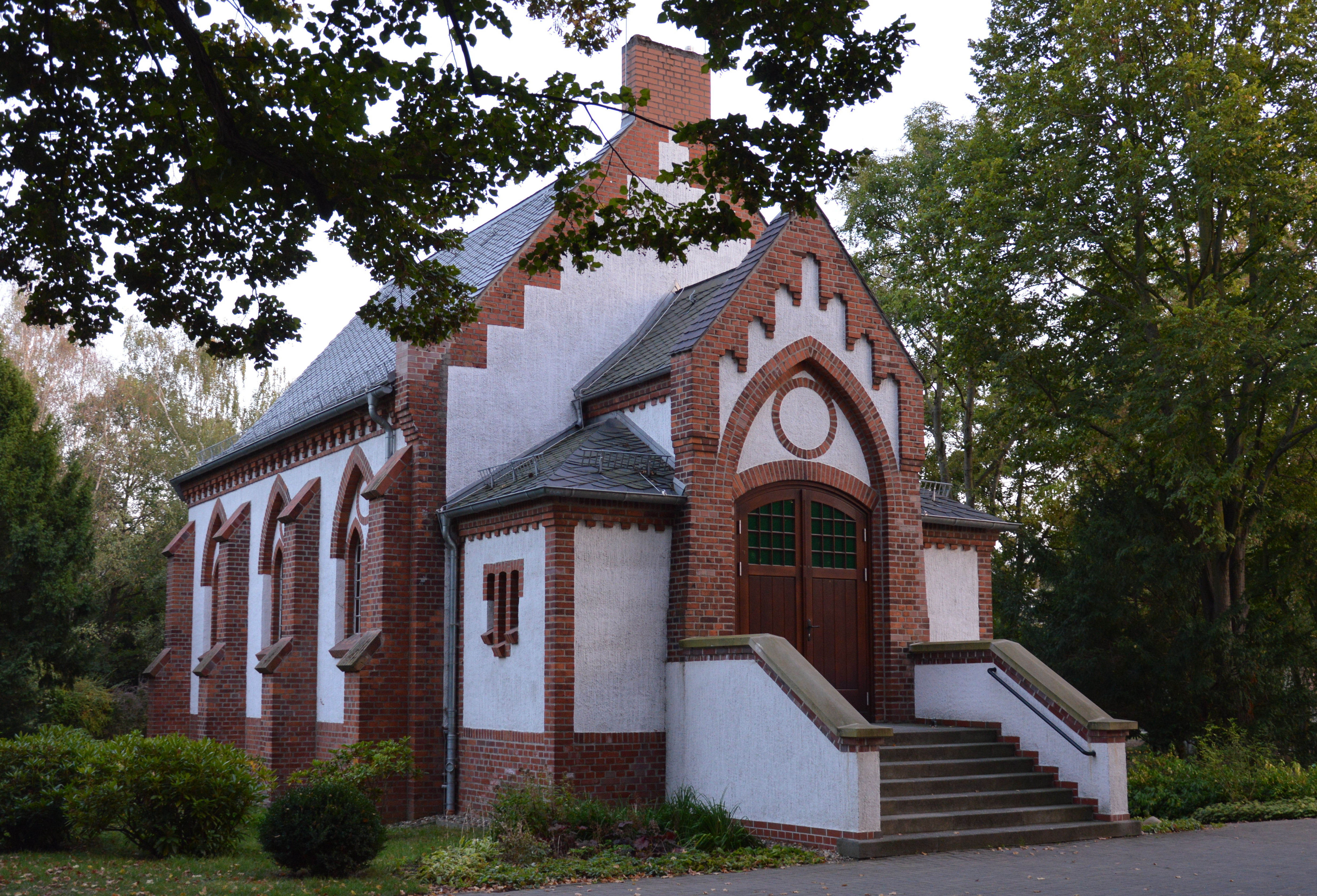

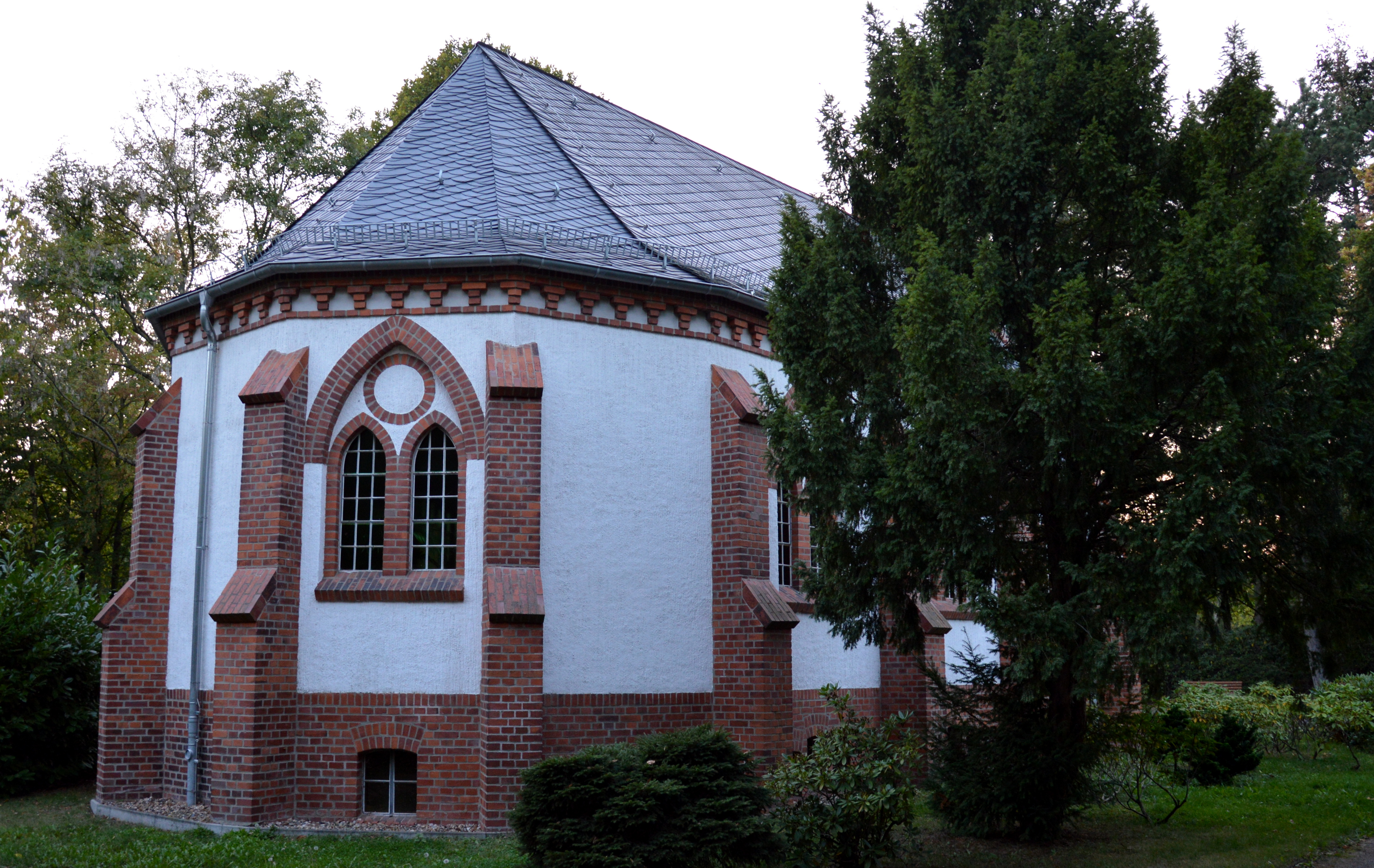
Ostseite

Die Friedhofskapelle des Ostfriedhofs Magdeburg, auch als Feierhalle des Ostfriedhofes Magdeburg bezeichnet, ist eine Kapelle auf dem Ostfriedhof Magdeburg im Magdeburger Stadtteil Cracau.

## Lage
Die Kapelle befindet sich im südlichen Zentrum des Friedhofs an der Adresse Mühlweg 11.

## Geschichte und Architektur
Die schlichte Kapelle wurde im Jahr 1908 im Stil der Neogotik gebaut und durch eine Stiftung des Maurermeisters Hermann Wilke finanziert, von dem vermutlich auch die Baupläne stammten. Er errichtete für 13.000 Mark einen einfacher Saalbau mit einem polygonalen Chorabschluss an der Ostseite. Der Bau ist verputzt und wird durch Ziegelbänder und Strebepfeiler gegliedert. Der Eingang ist als Spitzbogenportal ausgeführt. Er befindet sich auf der Westseite und ist über eine Freitreppe zu erreichen, die zu einer kurzen Vorhalle führt. Die Fenster der Kapelle sind als Spitzbögen ausgeführt und mit Maßwerk aus Backstein versehen.
Im Souterrain des Gebäudes ist die Leichenhalle untergebracht.
Im örtlichen Denkmalverzeichnis ist die Kapelle unter der Erfassungsnummer 094 71021 als Baudenkmal verzeichnet. Vermutlich versehentlich wird die Kapelle darüber hinaus auch unter der Adresse Friedrich-Ebert-Straße 35 mit der Erfassungsnummer 094 71022 geführt.